# Quadrícula

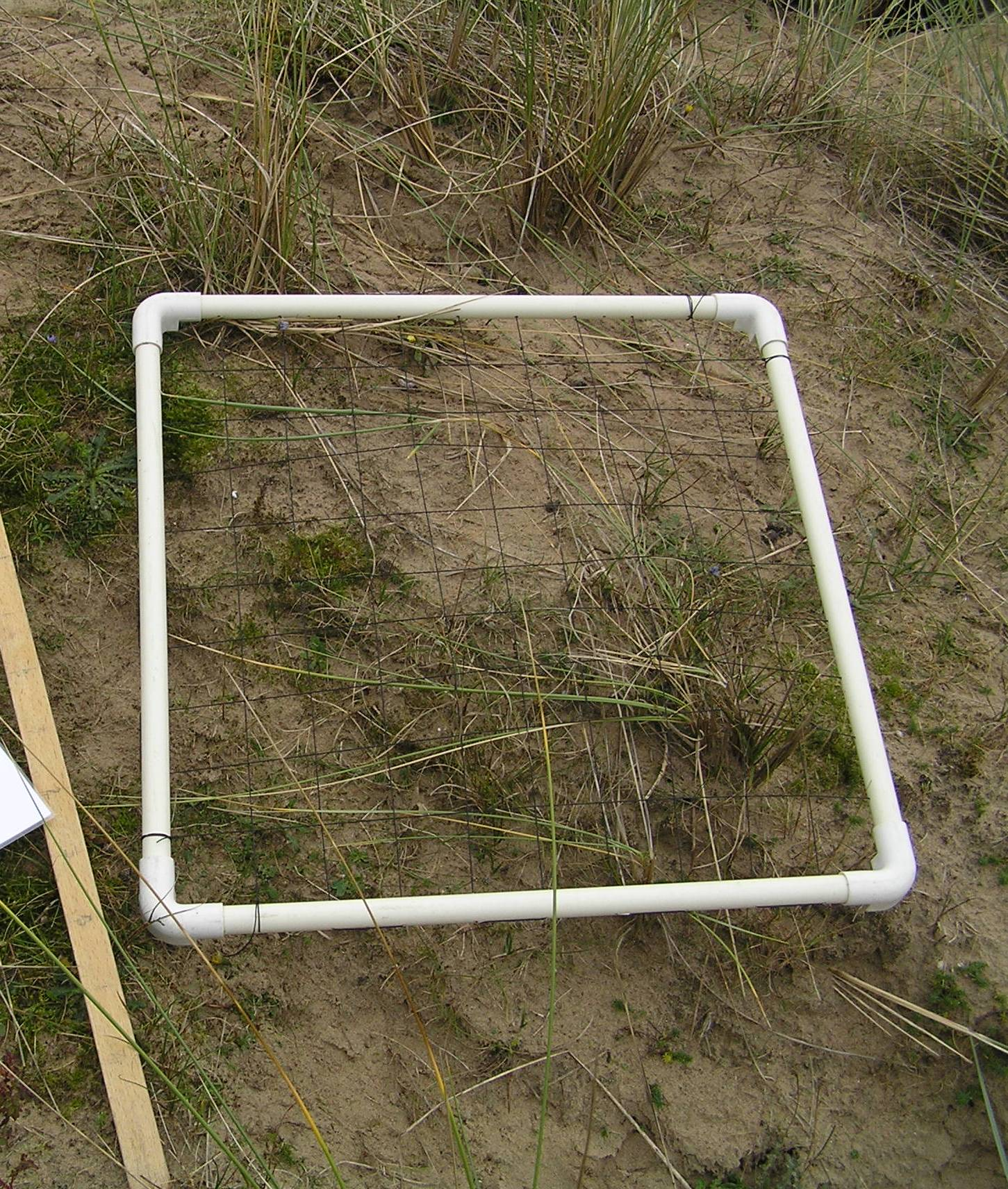
Uma quadrícula usada para medir a percentagem de ocupação do solo de várias espécies.

Em ecologia e geografia, uma quadrícula é um quadrado de metal, madeira ou plástico, normalmente com cerca de 0,25m2, utilizado para isolar uma amostra de terreno de modo a poderem ser obtidos dados estatísticos de plantas, animais de locomoção lenta como milípedes e insectos e alguns organismos aquáticos.

## Processo
Quando em ecologia se pretende determinar o número total de organismos presentes num determinado habitat, seria impraticável a sua contagem absoluta. Em vez disso, regista-se apenas uma parte representativa da população, denominada amostra. A amostragem de plantas ou animais que se movimentam pouco, como os caracóis, pode ser feita recorrendo a uma quadrícula. O tamanho adequado da quadrícula depende do tamanho dos organismos a serem amostrados. Por exemplo, para a contagem de plantas em crescimento num terreno hortícola pode ser usada uma quadrícula com 0,5 ou 1 metro de lado.
É importante que a amostragem em determinada área seja efectuada aleatoriamente, de modo a não influenciar os dados obtidos. Por exemplo, se as quadrículas são colocadas apenas perto de caminhos, o resultado pode não ser representativo do terreno. Uma das formas de obter amostras aleatórias é colocar as quadrículas em determinadas coordenadas numa grelha numerada.
Investigações a longo prazo requerem que as mesmas quadrículas sejam novamente observadas meses ou até mesmo anos após a amostragem inicial. Existe uma grande amplitude de exactidão nos métodos para localizar novamente a área exacta de estudo. Estes métodos podem implicar a medição a partir de pontos de referência fixos, o uso de taqueómetros, GPS e GPS diferencial.